# Yoshizumi Ogawa
Yoshizumi Ogawa (小川 佳純 Ogawa Yoshizumi?, nacido el 25 de agosto de 1984 en Suginami, Tokio) es un exfutbolista y actual entrenador japonés que dirige al FC Tiamo Hirakata de la Japan Football League.

## Trayectoria

### Clubes
| Club            | País  | Año         |
| --------------- | ----- | ----------- |
| Nagoya Grampus  | Japón | 2007 - 2016 |
| Sagan Tosu      | Japón | 2017        |
| Albirex Niigata | Japón | 2017 - 2019 |

## Estadística de carrera

### J. League
| Club            | Año   | J. League | J. League | Copa J. League | Copa J. League | Total | Total |
| Club            | Año   | Part.     | Goles     | Part.          | Goles          | Part. | Goles |
| --------------- | ----- | --------- | --------- | -------------- | -------------- | ----- | ----- |
| Nagoya Grampus  | 2007  | 11        | 2         | 2              | 0              | 13    | 2     |
| Nagoya Grampus  | 2008  | 33        | 11        | 9              | 2              | 42    | 13    |
| Nagoya Grampus  | 2009  | 33        | 3         | 2              | 1              | 35    | 4     |
| Nagoya Grampus  | 2010  | 34        | 2         | 6              | 0              | 40    | 2     |
| Nagoya Grampus  | 2011  | 34        | 3         | 2              | 0              | 36    | 3     |
| Nagoya Grampus  | 2012  | 31        | 1         | 2              | 0              | 33    | 1     |
| Nagoya Grampus  | 2013  | 33        | 9         | 4              | 0              | 37    | 9     |
| Nagoya Grampus  | 2014  | 25        | 3         | 4              | 2              | 29    | 5     |
| Nagoya Grampus  | 2015  | 32        | 1         | 4              | 1              | 36    | 2     |
| Nagoya Grampus  | 2016  | 20        | 1         | 6              | 0              | 26    | 1     |
| Sagan Tosu      | 2017  | 5         | 0         | 4              | 0              | 9     | 0     |
| Albirex Niigata | 2017  | 10        | 1         | 0              | 0              | 10    | 1     |
| Total           | Total | 301       | 37        | 45             | 6              | 346   | 43    |